# Friedrich Senfft von Pilsach
Friedrich Adolf Senfft von Pilsach (* 21. Dezember 1741 in Röpsen; † 23. Dezember 1822 in Zeitz) war ein sächsischer Generalmajor.

## Leben
Er stammt aus dem Uradelsgeschlecht Senfft von Pilsach und ist der Sohn des Kammerjunkers Friedrich Karl Senfft von Pilsach (1720–1800).
Friedrich Senfft von Pilsach heiratete Luise Caroline Benediktine von Dieskau aus dem Hause Schönfels. Aus dieser Ehe gingen 16 Kinder hervor, darunter als ältester Sohn Gustav Senfft von Pilsach (1790–1867).